# Mercedes av Spanien (1880–1904)

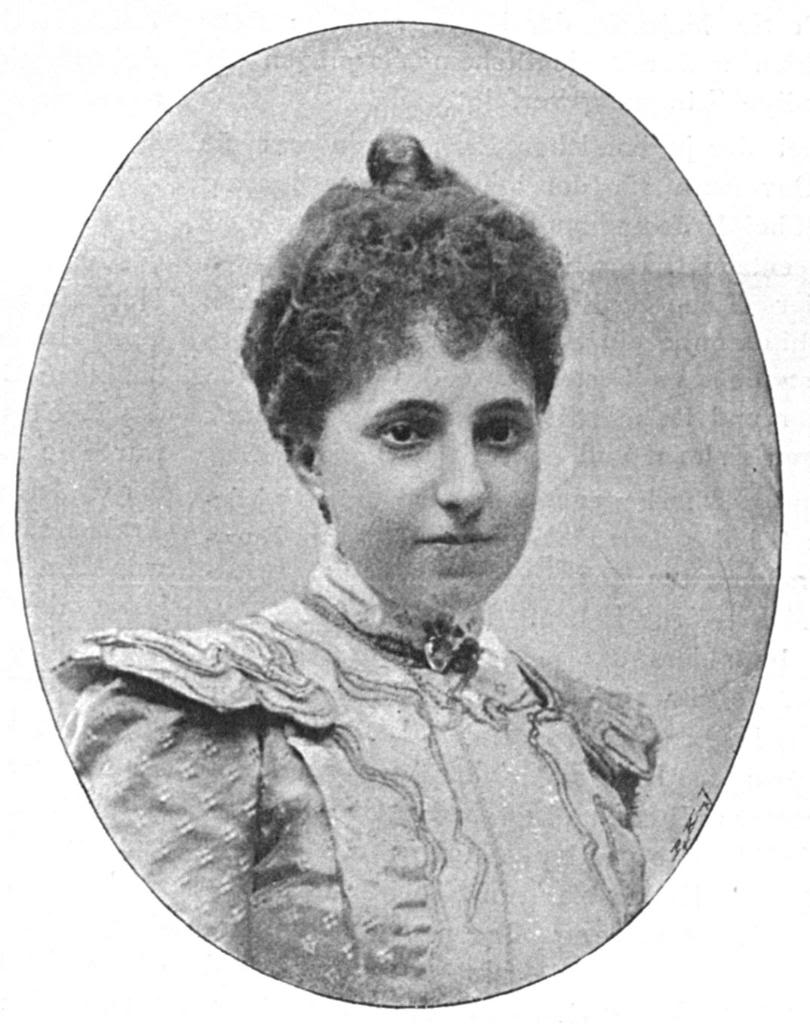
Maria de las Mercedes av Spanien ca 1902

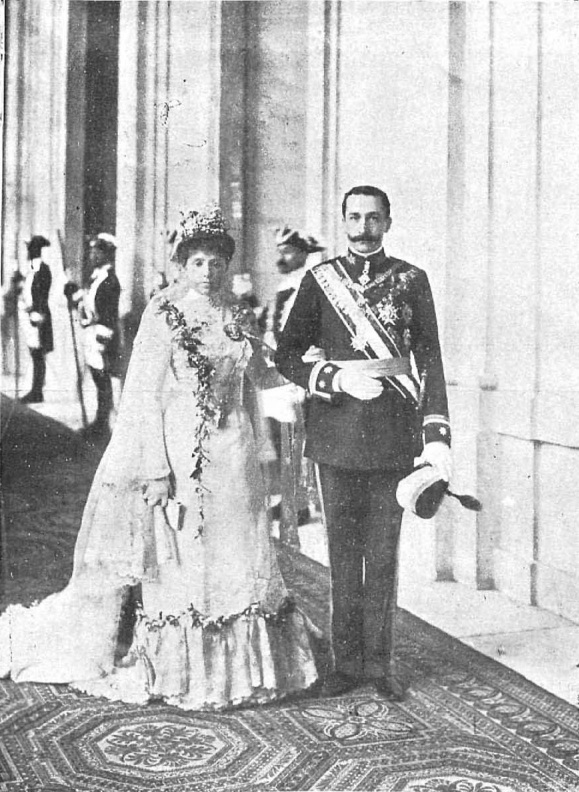
Mercedes av Spanien och hennes make Carlo av Bourbon-Bägge Sicilierna vid bröllopet 1901

Mercedes av Spanien, född 1880 i Madrid, död 1904 i barnsäng i Madrid, var spansk infantinna (prinsessa) med titeln "prinsessa av Asturien". Hon var dotter till Alfons XII av Spanien och gift med Carlo av Bourbon-Bägge Sicilierna (1870-1949). Hon var Spaniens tronföljare under nästan hela sitt liv.
Mercedes var vid sin fars död 25 november 1885 hans äldsta levande barn. Hennes mor var vid faderns död gravid, och i väntan på barnets födelse hade Mercedes ställningen som Spaniens eventuella monark: om det väntade barnet hade kvinnligt kön skulle Mercedes bli monark, och om de hade manligt kön skulle Mercedes bli nummer två i tronföljden.
Då hennes bror Alfonso föddes 17 maj 1886 blev han genast kung och Mercedes hans tronföljare. Mercedes gifte sig i Madrid med Carlo av Bourbon-Bägge Sicilierna 1901. Paret bodde i Spanien, eftersom Mercedes fortfarande var landets tronföljare. Vid hennes död blev hennes son Alfonso (1901-1964) broderns tronföljare fram till födseln av broderns första barn.

## Barn
- Alfonso, infant av Spanien (1901-1964); gift 1936 med Alice av Bourbon-Parma (1917- )
- Ferdinando, infant av Spanien (1903-1905)
- Isabella (1904-1985); gift i Madrid 1929 med greve Jan Zamoyski (1900-1961)